# Museo nazionale dell’Emigrazione italiana

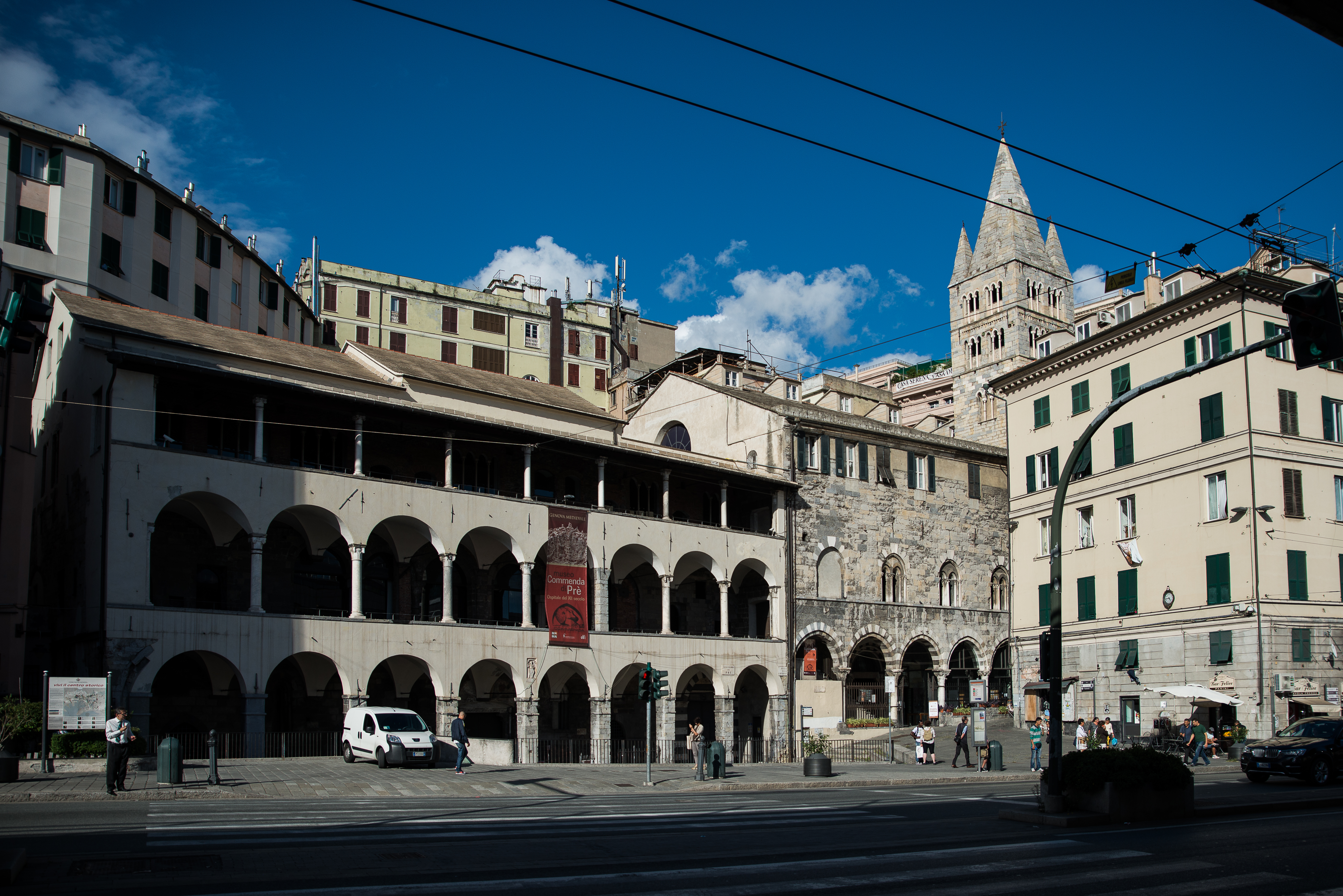
Die Commenda di Pré in Genua

Das Museo nazionale dell’Emigrazione italiana (Abkürzung: MEI, deutsch: Nationales italienisches Migrationsmuseum) ist ein in Genua geplantes Migrationsmuseum, das im Jahr 2022 seine Eröffnung hatte.

## Geschichte
2009 wurde provisorisch im Nationaldenkmal für Viktor Emanuel II. in Rom das vom italienischen Außenministerium initiierte nationale italienische Migrationsmuseum eröffnet. Etwa 50 Millionen Menschen in der Welt stammen zu mindestens einem Achtel von italienischen Vorfahren ab. In dem Museum wurde gezeigt, wie die italienischen Emigranten aus Sizilien, der Lombardei, Venetien oder den Abruzzen in der Diaspora ihre Spuren hinterließen und teilweise erst im Ausland ihre Nationalzugehörigkeit schätzen lernten. Das Museum umfasste fünf Bereiche:
- Geschichtsüberblick mit Dokumentarfilmen, Zeitzeugenberichten, Bildern und Zeitungsnachrichten
- Regionalteil mit Schwerpunkt auf regionalen Ausstellungen zu sozialen, anthropologischen, politischen und wirtschaftlichen Aspekten
- Emigrationsgallerie
- Webportal
- Raum für Sonderausstellungen durch die Regionen

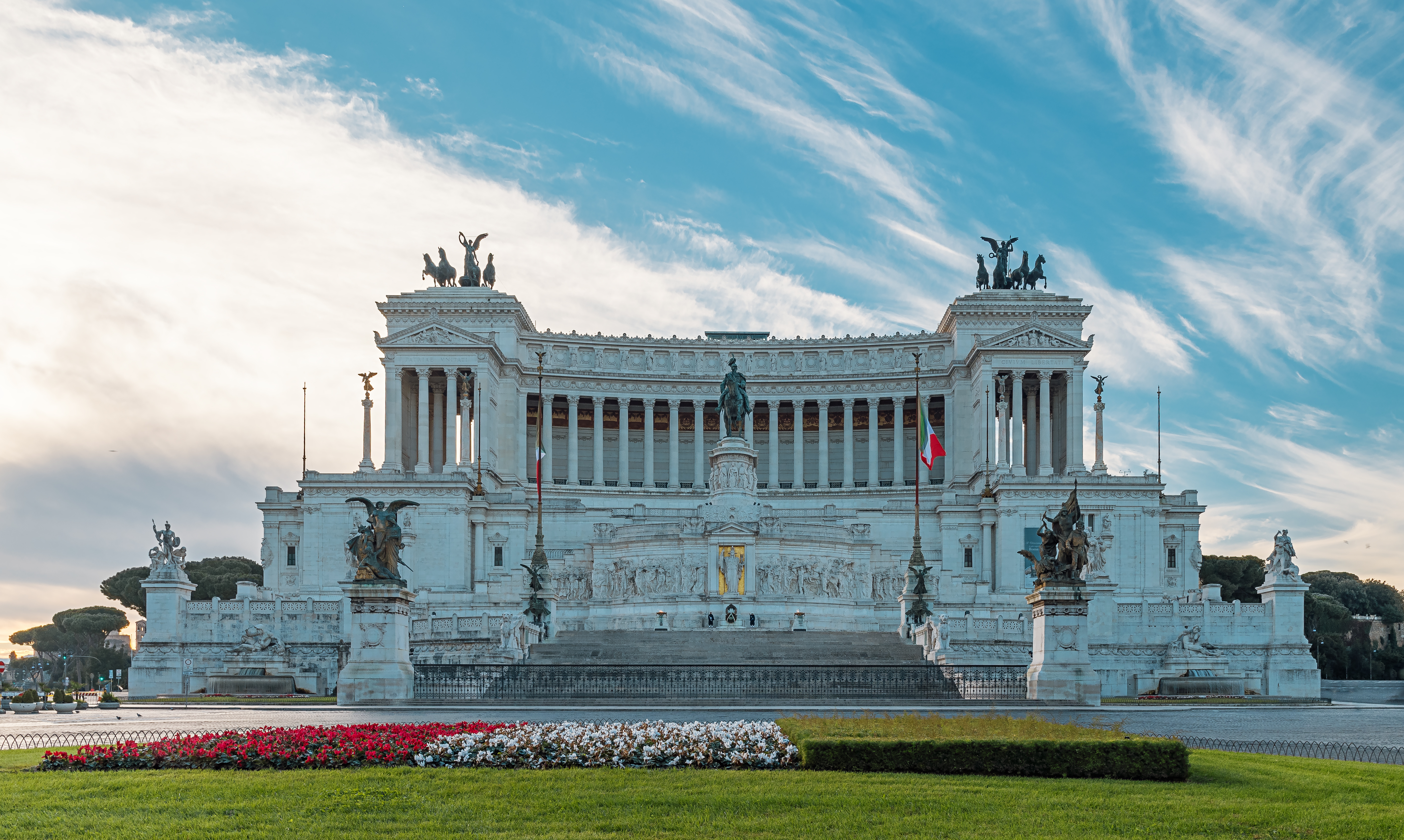
Das Monument Vittorio Emanuelle II., 2018

Ende März 2016 wurde das Museum vom damaligen italienischen Kultusminister Dario Franceschini geschlossen, um es mit der im Meeresmuseum Galata in Genua seit 2011 untergebrachten Sonderausstellung Memoria e Migrazioni (Abkürzung: MEM, deutsch: Erinnerung und Emigration) zu einem einzigen nationalen italienischen Migrationsmuseum zusammenzuführen.
Das neue Museumsprojekt wurde im Juni 2018 in Genua vorgestellt. Es soll sich an das Deutsche Auswandererhaus in Bremerhaven und an das EPIC The Irish Emigration Museum in Dublin orientieren.
Die Eröffnung des MEI in der Commenda di Pré in Genua im Jahr 2022 eröffnet wurde.